# Batog

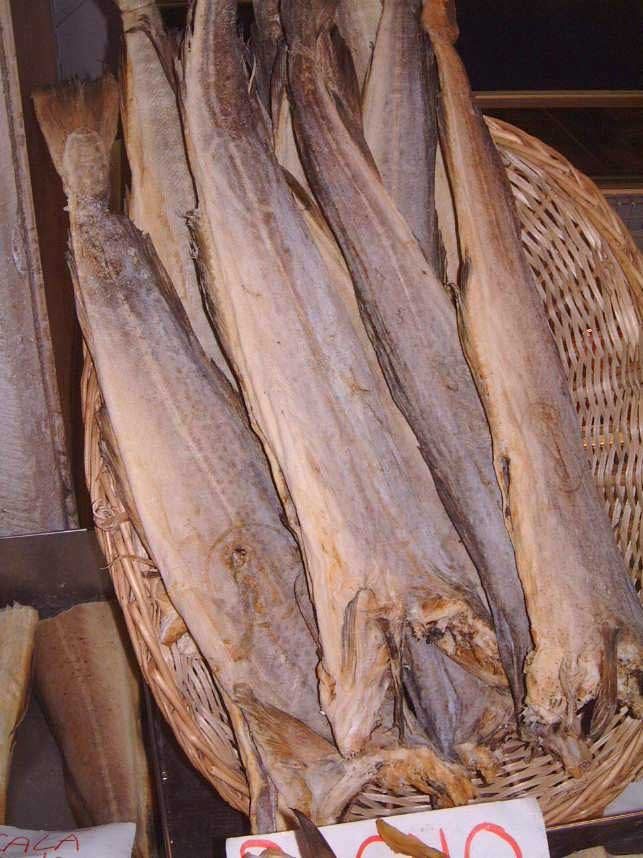
Batog

Batogul (numit și ștocfiș)  este un produs alimentar preparat din spinare de pește, în general sturion: morun, nisetru sau păstrugă, dar și pești din familia Gadidae ca: cod (numit și „morun atlantic”, Gadus morhua sau din Pollachius virens, Melanogrammus aeglefinus și Molva molva), uscat la soare pe o platformă de lemn cu bețe orizontale sau, mai rar, într-o uscătorie specială. Denumirea de ștocfiș este din limba neerlandeză medie (stokvisch).. Uneori se mai utilizează somn sau crap mare, depășind greutatea de 5 kg.
Uscarea este una dintre cele mai vechi metode cunoscute de conservare a mâncării, peștele uscat fiind păstrabil mai mulți ani.
În afară de morun atlantic, se mai folosește uneori și merlan (Gadus pollachius), eglefin (Gadus aeglefinus), brosme brosme sau mihalț de mare (Molva molva).
Peștele poate fi nesărat sau sărat. Din spinarea peștelui se taie în lungime bucăți groase, numite fileuri. Acestea se spală cu apă rece, după care fileurile se freacă cu sare. Fileurile se păstrează apoi timp de 10-12 zile în tăvi, după care se țin la desărat în apă călduță. Apoi bucățile de pește se usucă într-un curent de aer uscat și, în general se afumă. Se usucă timp de circa trei luni (de obicei între februarie și mai) pe platforme speciale. După ce se ia jos de pe platforme, se ține într-o încăpere uscată și bine aerisită încă vreo două luni de zile. Astfel se pierde ca. 70% din apa din pește. Peștele poate fi consumat crud sau preparat după ce a fost ținut în apă 2-3 zile
Există două procedee de afumare a sturionilor:
- Afumarea la rece (sub 43o C) pe o durată care poate atinge 24 ore; la această temperatură peștele  este numai parțial uscat și se menține moale și fraged.

- Afumarea la cald (peste 82 oC) pe o durată mai scurtă. Prin acest procedeu peștele devine mai tare.

## Istoria

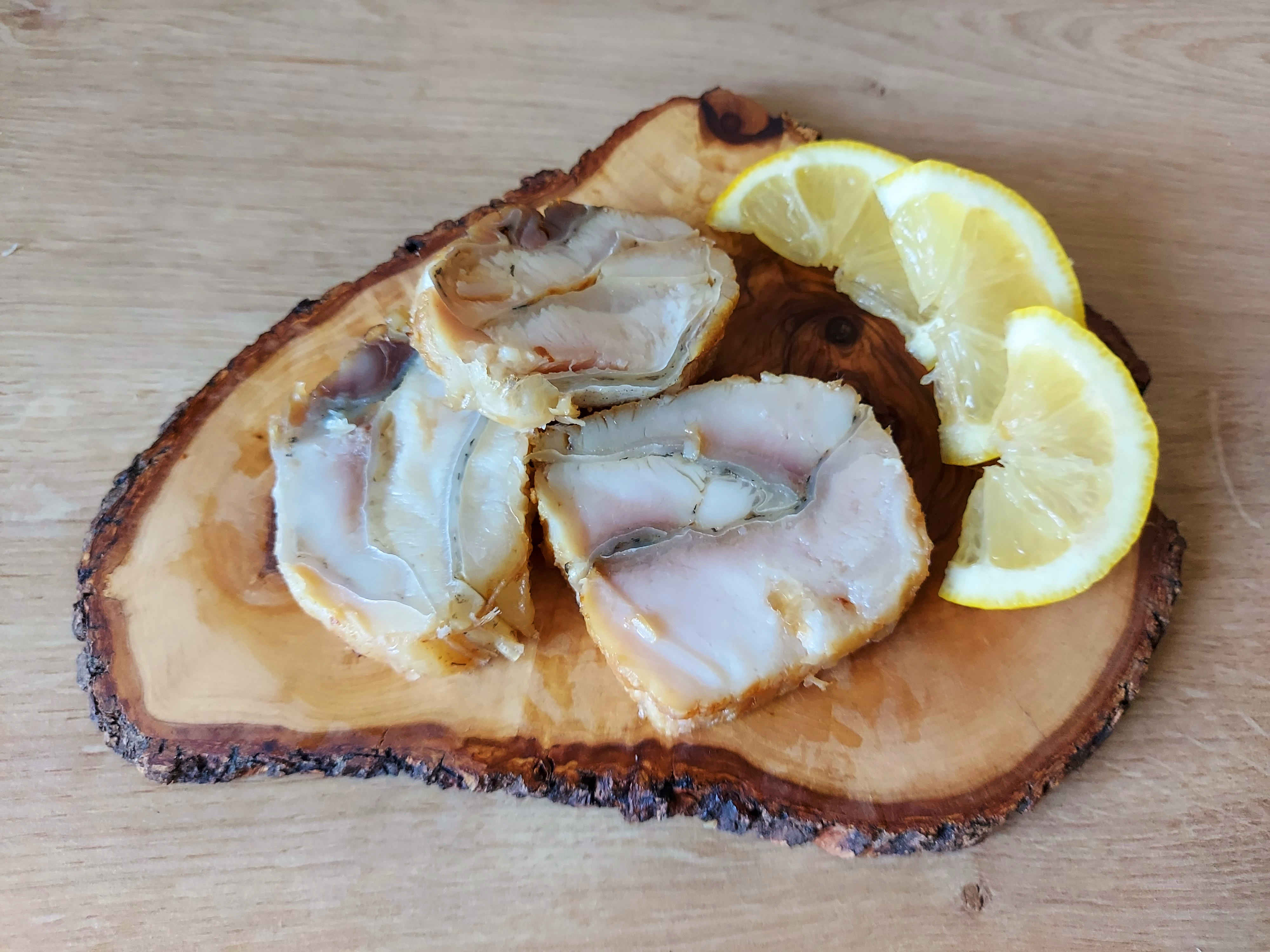
Batog de sânger, produs în Transilvania

Mai demult, peștele uscat era folosit ca hrană pentru armate sau marinari. Conform Cronicii lui Egil (scrisă în secolul al XIII-lea), vikingi conduși de Torolv Kveldulvsson au plecat cu corăbiile din Lofoten, Norvegia, în Anglia, ca să vândă pește uscat și să cumpere haine și alte bunuri de consum. În secolul al XI-lea, peștele uscat a fost cel mai important articol de export al Norvegiei.

## Bucătăria internațională
Peștele uscat este folosit în multe bucătării internaționale. 
- Germania: cunoscut ca „Stockfisch” (pește uscat, îndeosebi codul Gadus morrhua, pe germană Kabeljau), „Klippfisch” și „Dörrfisch”
- Scandinavia: cunoscut ca „tørrfisk” sau „torskfisk”(varianta nesărată) sau „klippfisk” (varianta sărată)
- Italia: cunoscut ca „stoccafisco” sau „baccalà”
- Spania: cunoscut ca „bacalao”
- Portugalia: cunoscut ca „bacalhau”
- Franța: cunoscut ca „stockfish”, este folosit în prepararea unor mâncăruri specifice sudului: „brandade”,[2] „aïoli garni”[3] și „estofinade”[4].
- Croația: cunoscut ca „bakalar”
- Grecia: cunoscut ca „bakaliaros”
- Rusia: cunoscut ca „Сушёная рыба/sușonaia rîba” sau „Таранка/taranka”
- Japonia: cunoscut ca „干物/himono”.

## Galerie

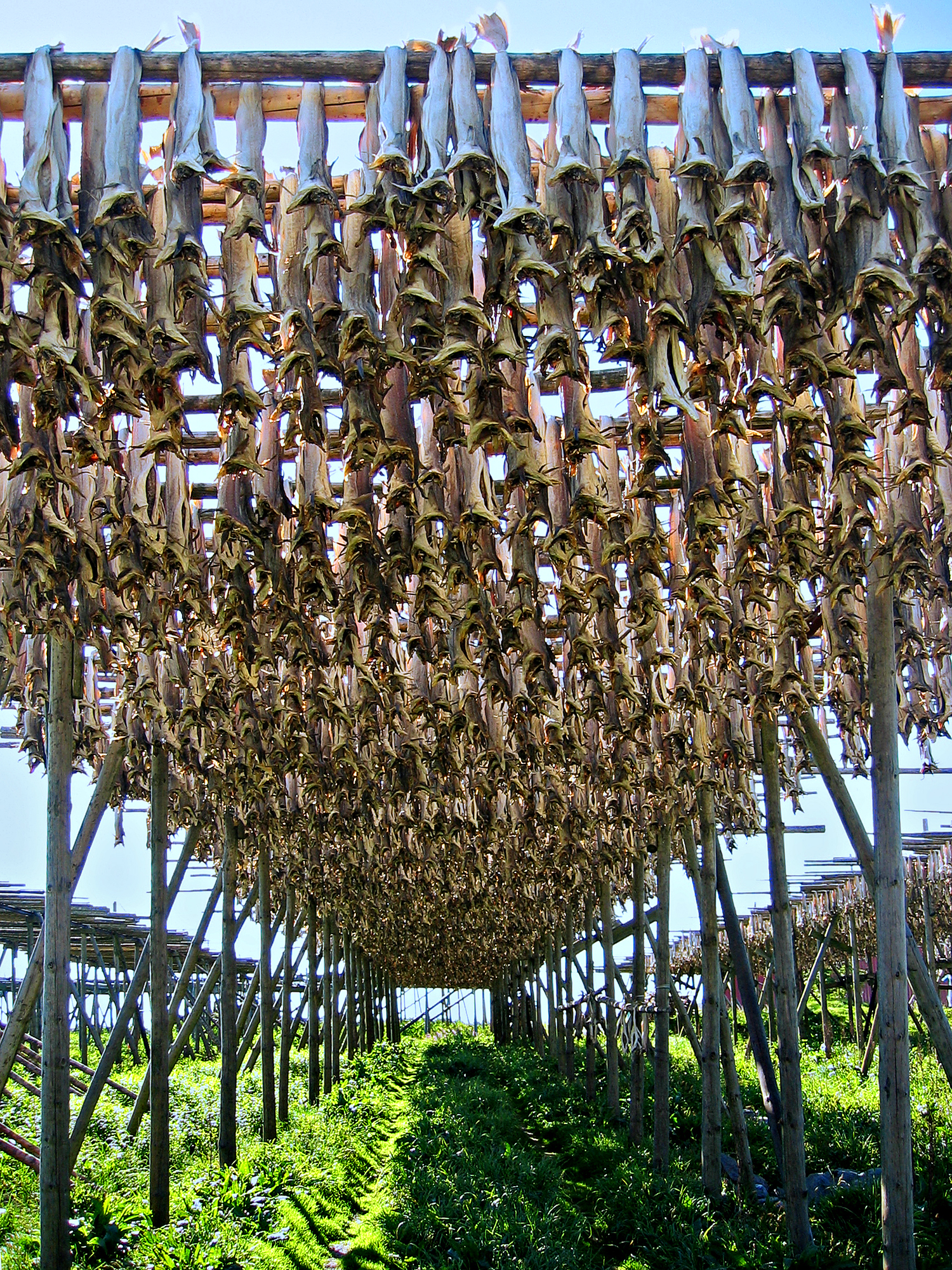
Ștocfiș la Lofoten, Norvegia
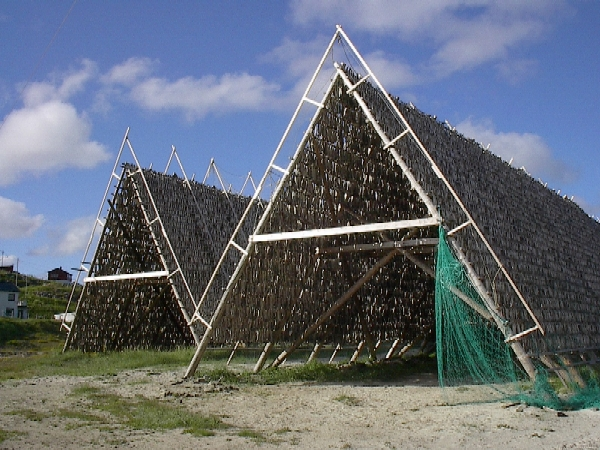
Platforme de uscat pește
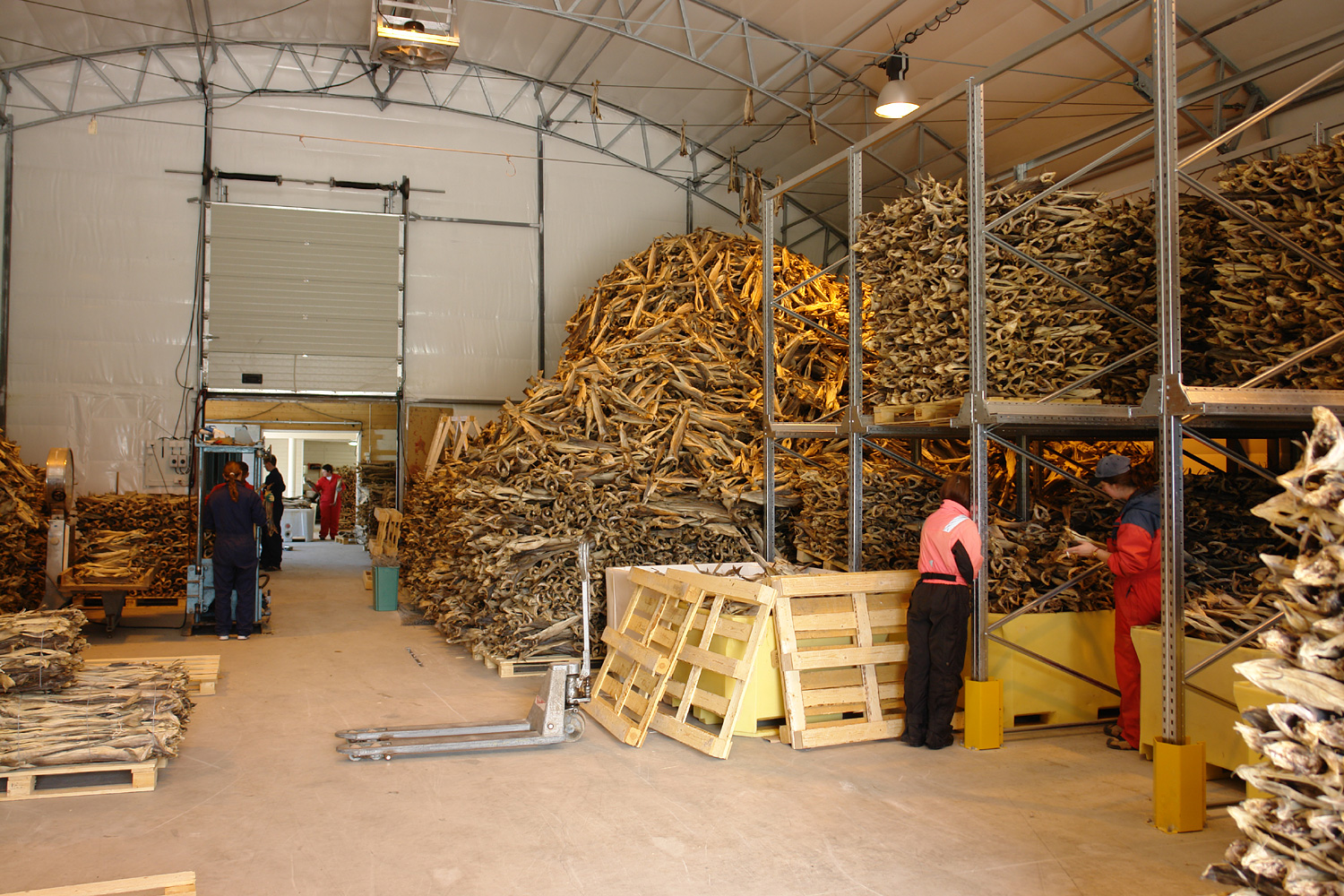
Depozit de pește uscat la Hovden, Norvegia